# War Is the Answer
War is the Answer è il secondo album del gruppo statunitense Five Finger Death Punch, pubblicato nel settembre del 2009 dalla Firm Music.

## Tracce
1. Dying Breed – 2:54
2. Hard to See – 3:29
3. Bulletproof – 3:16
4. No One Gets Left Behind – 3:23
5. Crossing Over – 2:54
6. Burn it Down – 3:33
7. Far From Home – 3:32
8. Falling in Hate – 3:00
9. My Own Hell – 3:35
10. Walk Away – 3:42
11. Canto 34 (strumentale) – 4:09
12. Bad Company (cover di Bad Company dei Bad Company) – 4:22
13. War is the Answer – 3:18

Tracce bonus dell'edizione deluxe
1. Succubus – 3:09
2. Undone – 3:44

## Formazione
- Ivan L. Moody - voce
- Zoltan Bathory - chitarra
- Jason Hook - chitarra
- Matt Snell - basso
- Jeremy Spencer - batteria